# Baltimore Stallions

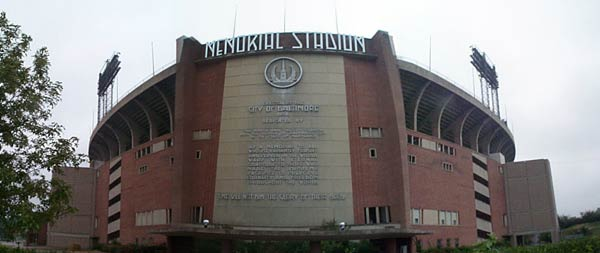
Domácí stadion týmu Baltimore Stallions, na stejném stadionu odehrává domácí zápasy také Baltimore Ravens z NFL

Baltimore Stallions (také známý jako Baltimore Football Club,dříve Baltimore CFL Colts) byl profesionální klub kanadského fotbalu, který vznikl v roce 1994, jako jeden z amerických týmů v Kanadské fotbalové lize. V roce 1995 vyhráli finální zápas Grey Cup proti Calgary Stampeders 37:20, o něco později týmy z USA zanikly.